# Ctenostomata
Ctenostomata é uma ordem de briozoários marinhos, mixoalinos ou dulceaqüícolas. Os ctenostomados estão arranjados em 14 famílias e 40 gêneros.

## Classificação
- Ordem Ctenostomata Busk, 1852
  - Subordem Alcyonidiina Johnston, 1847
  - Subordem Flustrellidrina d'Hondt, 1975
  - Subordem Victorellina Jebram, 1973
  - Subordem Paludicellina Allman,1856
  - Subordem Vesicularina Johnston,1838
  - Subordem Stoloniferina Ehlers,1876